# Осетров Тимофій Миколайович
Тимофій Миколайович Осетров (22 січня 1920, село Новеньке, тепер Бєлгородської області, Російська Федерація — 21 жовтня 2018, місто Москва) — радянський діяч, 1-й заступник голови Ради міністрів Узбецької РСР, 2-й секретар ЦК КП Узбекистану. Член Бюро ЦК КП Узбекистану. Член Центральної Ревізійної Комісії КПРС у 1971—1986 роках. Депутат Верховної Ради СРСР 8—11-го скликань.

## Життєпис
Народився в селянській родині. У середині 1930-х років вступив до комсомолу.
У 1939—1941 роках — робітник хлібозаводу № 10 в місті Ленінграді.
У 1941—1947 роках — технолог машинобудівного (авіаційного) заводу в містах Москві та Новосибірську.
Член ВКП(б) з 1947 року.
У 1947—1949 роках — 2-й секретар, 1-й секретар Комінтернівського районного комітету ВЛКСМ міста Москви.
У 1948 році закінчив Московський авіаційний технологічний інститут.
У 1949—1954 роках — секретар, 2-й секретар, 1-й секретар Челябінського обласного комітету ВЛКСМ.
У 1954—1970 роках — інструктор, заступник завідувача, завідувач сектору відділу партійних, профспілкових і комсомольських органів ЦК КПРС.
27 березня 1970 — 30 травня 1983 року — 1-й заступник голови Ради міністрів Узбецької РСР.
30 травня 1983 — 9 січня 1986 року — 2-й секретар ЦК КП Узбекистану.
13 грудня 1986 року заарештований. Утримувався в спецізоляторі № 4 МВС СРСР у Москві. Звинувачувався в хабарництві, один з найбільших фігурантів по «узбецькій справі». На нього дав свідчення Юрій Чурбанов (нібито, отримував від нього хабар 25 тисяч рублів). Осетров все заперечував на 14 очних ставках. У травні 1987 року йому висунуто звинувачення в отриманні 52-х хабарів на загальну суму 1.002.298 рублів. На Осетрова, як одержувача хабарів, вказав на суді колишній 1-й секретар Бухарського обкому Карімов.
30 травня 1989 року звільнений з-під варти. Наприкінці 1989 року справу було припинено. Прокуратура СРСР офіційно вибачилася перед Осетровим, він був відновлений в КПРС і отримав персональну пенсію.
Проживав на пенсії в місті Москві.

## Нагороди
- два ордени Леніна (10.12.1973; 25.12.1976)
- орден Жовтневої Революції (25.10.1971)
- орден Трудового Червоного Прапора (30.04.1966)
- орден Дружби народів (21.01.1980)
- орден «Знак Пошани» (16.03.1949)
- медаль «За трудову доблесть» (28.10.1948)
- медалі